# Steve Davies (calciatore)
Steven Gary Davies, detto Steve (Liverpool, 29 dicembre 1987), è un ex calciatore inglese, di ruolo attaccante.

## Carriera
Ha giocato nella seconda divisione inglese e nella prima divisione scozzese.